# エリン・オブライエン＝ムーア
エリン・オブライエン＝ムーア（Erin O'Brien-Moore、1902年5月2日 - 1979年5月3日）は、アメリカ合衆国の女優。

## 出演作品
- 大海戦史
- 水兵さんは暇がない
- 謎のモルグ街
- 緑の灯
- ゾラの生涯
- 黒の秘密
- 一対二
- 私のテンプル
- 月世界征服
- 長い灰色の線